# Andrea Morricone

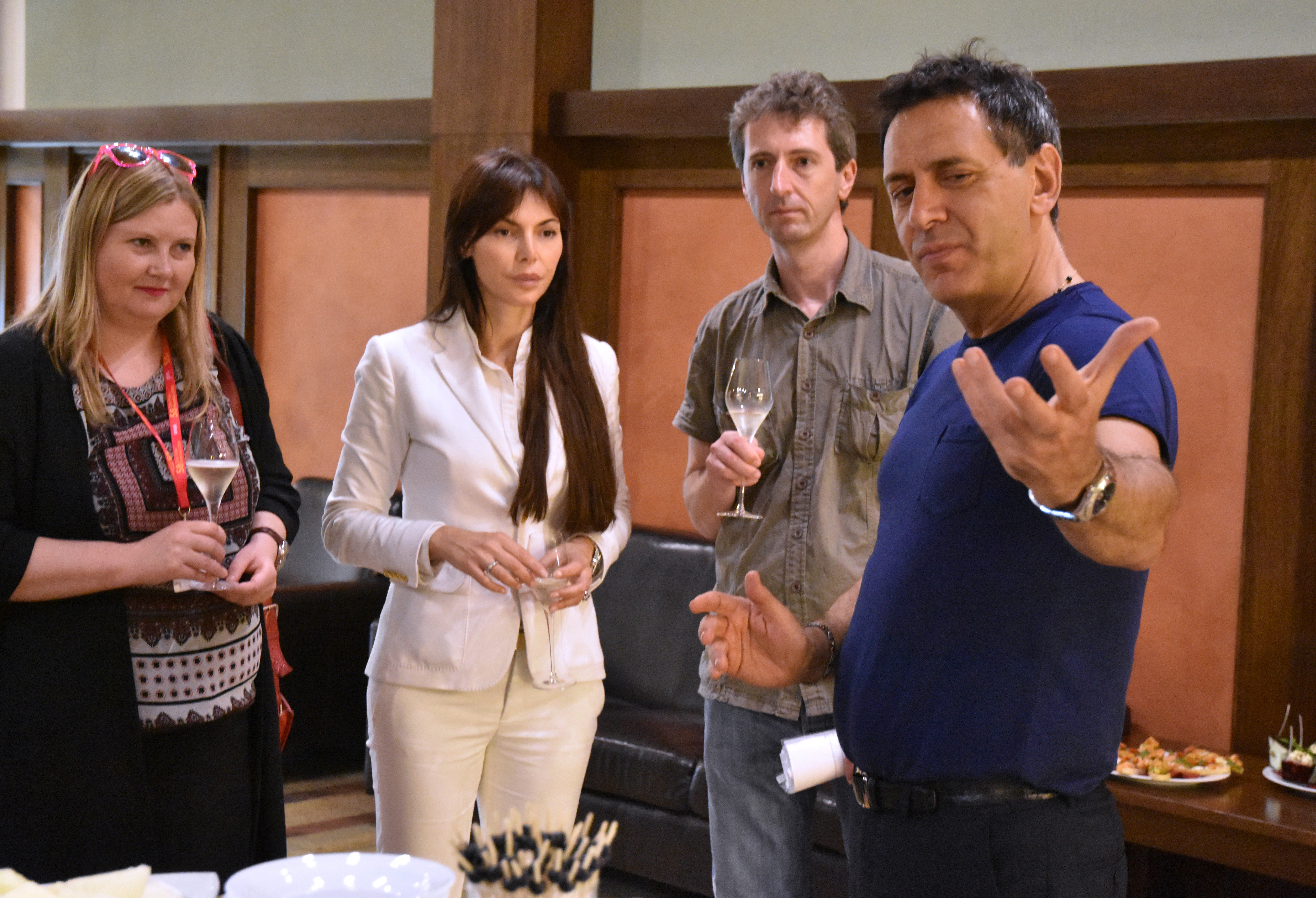
Andrea Morricone (rechts im Bild, 2018)

Andrea Morricone (* 10. Oktober 1964 in Rom, Italien) ist ein italienischer Komponist.

## Biografie
Andrea Morricone ist der Sohn des italienischen Komponisten Ennio Morricone und Bruder des Filmregisseurs und Drehbuchautors Giovanni Morricone. Seine musikalische Karriere startete er unter der Anleitung seines Vaters. Später studierte er von 1994 bis 1996 unter der Anleitung von Irma Ravinale, Ada Gentile und Iván Vándor am Conservatorio Santa Cecilia in Rom. Anschließend studierte er 1998 noch einmal Komposition an der Accademia Nazionale di Santa Cecilia. Von 1996 bis 1998 war er künstlerischer Leiter des Auditoriums des Istituto Massimiliano Massimo.
Als Filmkomponist begann er an der Seite seines Vaters mit der Musik zu Cinema Paradiso. Beide wurden 1991 mit einem British Academy Film Award für die Beste Filmmusik ausgezeichnet.

## Filmografie (Auswahl)
- 1988: Cinema Paradiso (Nuovo Cinema Paradiso)
- 1997: Die heiligen vier Könige (Il quarto re)
- 1999: Liberty Heights
- 2000: Here on Earth
- 2006: Das Ende der Götter (L’inchiesta)
- 2018: 72 Hours in Bangkok